# Lăng Vĩnh Cơ
Lăng Vĩnh Cơ (永基陵) tọa lạc tại thôn Hải Cát, phường Long Hồ, quận Phú Xuân, thành phố Huế, là nơi an nghỉ của Gia Dụ Hoàng hậu, vợ chúa tiên Nguyễn Hoàng, mẹ chúa Nguyễn Phúc Nguyên. Sau khi mất, bà được phong hiệu là Từ Lương Quang Thục Minh Đức Ý Cung Gia Dụ Hoàng Hậu.

## Lịch sử
Sách Đại Nam Liệt Truyện ghi rằng: “Bà họ Nguyễn (họ Nguyễn khác), sự tích không rõ. Bà sinh một trai là Hy Tông Hoàng Đế. Mùa hạ tháng 5 (không nhớ năm) bà mất, táng ở lăng Vĩnh Cơ (thuộc Sơn Phận làng Hải Cát), Gia Long năm thứ 7 (1808), mới truy dâng tên lăng. Các lăng sau đây cũng thế. Năm Giáp Tý (1744), Thế Tông Hoàng Đế năm thứ 6, truy dâng tôn thụy: Từ Lương Quang phục Ý Phi, sau lại thêm hai chữ Minh Đức. Năm Bính Dần, Gia Long thứ 5, lại truy tôn: Từ Lương Quang Thục Minh Đức Ý Cung Gia Dũ Hoàng Hậu”.
Năm 2015, lăng Vĩnh Cơ được UBND tỉnh Thừa Thiên - Huế quyết định xếp hạng di tích lịch sử cấp tỉnh.